# Random Lake
Random Lake – wieś w Stanach Zjednoczonych, w stanie Wisconsin, w hrabstwie Sheboygan.